# 鮑氏甕鰩
鮑氏甕鰩（学名：Okamejei boesemani），又名鮑氏鰩、鮑氏鯆魮、鮑氏岡村鰩、魴仔，为軟骨魚綱鰩目鰩科鯆魮屬下的一个种，被IUCN列為易為保育類動物，分布於西太平洋韓國至越南海域，深度20至175公尺，體長可達55公分，棲息在沙泥底質亞潮帶，為底棲性魚類，屬肉食性，卵生，生活習性不明，该物种的模式产地在东海。